# Angst (álbum de KMFDM)
Angst  es el séptimo álbum de estudio del grupo alemán de metal industrial KMFDM, lanzado en 13 de octubre de 1993. 

## Antecedentes
Los compañeros de banda Sascha Konietzko y En Esch comenzaron a trabajar juntos de nuevo, después de fraccionar durante la grabación de su álbum anterior, Money. Konietzko se había trasladado a Seattle en 1993, mientras que Esch se había trasladado a Nueva Orleans, Louisiana. La angustia era el primer álbum de la banda grabada en América con nuevo ingeniero Chris Shepard , después de grabar sus primeros seis discos en Hamburgo, los cuatro anteriores de los cuales habían sido manipulados por Blank Fontana. Angst también marcó la primera aparición del guitarrista de acero Marcos de Durante , cuya presencia hizo un impacto notable en el sonido de la banda, moviéndolo hacia un estilo más guitarra-conducido. La cantante holandesa Dorona Alberti hizo su marca en el álbum, así, cantando en la mitad de las canciones, incluyendo la voz principal en "The Problem".

## Lanzamiento
Angst fue lanzado el 13 de octubre de 1993. A diferencia de los discos anteriores, angustia tenían un sonido más orientado al rock, por lo que la estrategia de marketing de la cera Trax!/TVT. El director de TVT de ventas y marketing Paul Burgess dijo, "decidimos trabajar con ellas no como un típico artista dance-rock, pero al igual que una banda de rock seria, y se ha pasado al metal y alternativa comercial este tiempo." KMFDM se embarcó en el Angstfest gira en apoyo del álbum en abril y mayo de 1994. En adición a la línea de estudio, el guitarrista Mike Jensen fue llevado a lo largo de los shows en vivo para duplicar el pesado sonido del álbum. Esto llevó a realizar espectáculos que incluían hasta cuatro guitarristas tocando a la vez.
El álbum vendió 20.000 copias en febrero de 1994, y llegó a vender más de 100.000 copias antes de octubre de 1995.reedición remasterizada digitalmente Angst fue relanzado el 21 de noviembre de 2006.

## Lista de canciones
Todas las canciones escritas y compuestas por Sascha Konietzko, En Esch, Svet Am, Mark Durante, y Chris Shepard, except where noted. 
| N.º | Título                                       | Duración |  |
| 1.  | «Light»                                      | 6:05     |  |
| 2.  | «A Drug Against War»                         | 3:43     |  |
| 3.  | «Blood (Evil Mix)»                           | 5:12     |  |
| 4.  | «Lust»                                       | 4:22     |  |
| 5.  | «Glory» (Konietzko, Am, Shepard)             | 3:54     |  |
| 6.  | «Move On»                                    | 5:33     |  |
| 7.  | «No Peace»                                   | 4:28     |  |
| 8.  | «A Hole in the Wall»                         | 5:50     |  |
| 9.  | «Sucks» (Konietzko, Am)                      | 3:32     |  |
| 10. | «The Problem» (Konietzko, Esch, Am, Shepard) | 6:03     |  |

## Personal
- Sascha Konietzko - voces, bajos, sintetizadores, programación, organización, producción
- En Esch - voz, guitarra
- Svet Am - guitarra, el piano ("The Problem")
- Mark Durante  - guitarra